# Skogs distrikt, Hälsingland
Skogs distrikt är ett distrikt i Söderhamns kommun och Gävleborgs län. Distriktet ligger omkring Skog i sydöstra Hälsingland. 

## Tidigare administrativ tillhörighet
Distriktet inrättades 2016 och utgörs av en del av Skogs socken i Söderhamns kommun.
Området motsvarar den omfattning Skogs församling hade 1999/2000 och fick 1915 efter utbrytning av Lingbo församling.

## Tätorter och småorter
I Skogs distrikt finns tre småorter men inga tätorter.

### Småorter
- Holmsveden
- Skog
- Stråtjära